# Balanites glabra
Balanites glabra är en pockenholtsväxtart som beskrevs av Mildbraed & Schlechter. Balanites glabra ingår i släktet Balanites och familjen pockenholtsväxter. Inga underarter finns listade i Catalogue of Life.